# Chimborazo
A Chimborazo kialudt rétegvulkán az Andokban. Tengerszint feletti magasságának általánosan elfogadott mértékét GPS segítségével határozták meg 1990-ben.
A 19. század elejéig a Chimborazót tartották a Föld legmagasabb hegyének. (Innen származik a magyar csimborasszó szóhasználat valami legnagyobb mértékére vagy legfelső fokára, például „a szemtelenség csimborasszója”). Bár a Himalájában lévő Csomolungma (Mount Everest) csúcsa magasabban van a tengerszinthez képest, a Föld középpontjától a Chimborazo van a legtávolabb.
A tengelyforgása miatt némileg ellapult Föld átmérője az Egyenlítőnél nagyobb, mint a Mount Everest szélességén (28°É). A Chimborazo csúcsa mindössze 1°-kal van délre az Egyenlítőtől. Ezért annak ellenére, hogy a csúcs 2581 m-rel alacsonyabban van a tengerszinthez képest, mint a Mount Everest csúcsa, mégis ~2,17 km-rel távolabb van a Föld középpontjától (6384,4 kilométerre). Ennek következményeként a csúcson állva érzékelhetjük a legkisebb földi gravitációt és legkisebb átlagos légnyomást.

## Etimológia
Kecsua indiánok nyelvén azt jelenti: Chimbo falu havasa. (A csimborasszó magyar főnév ebből származik; jelentése tetőfok, a szóban forgó dolog legmagasabb mértéke, átvitt értelemben meghaladhatatlan).

## Fekvése
Ecuador középső részén, Quitótól 150 km-re délre található.

A földgolyó lapultsága miatt a hegycsúcsok abszolút magasságánál lényeges az egyenlítőtől való távolság figyelembe vétele.

## Aktivitása
A Holocén időszakban összesen 6 kitörését sikerült beazonosítani, ezekből az utolsó kettő időszámításunk szerint 270 és 550 környékén lehetett (150 éves hibahatárokkal) A vulkán anyaga jellemzően andezit és dácit, némi riolittal együtt.

## Megmászása
A 17. és 18. században többen megpróbálták megmászni. 1802-ben Dél-Amerikai expedíciója során Alexander von Humboldt Aimé Bonplanddal és az ecuadori Carlos Montúfarral együtt 1802-ben megpróbálta meghódítani a hegycsúcsot. Leírása szerint 5877 m magasságig jutottak, ahonnan rosszullét miatt vissza kellett térniük. Abban az időben ez volt a legmagasabb pont, amelyet európai elért (az inkák sokkal magasabbra jutottak, lásd Llullaillaco). 
Végül a hegyet a brit Edward Whymper valamint Louis és Jean-Antoine Carrel mászta meg 1880-ban. Sokan megkérdőjelezték, hogy Whymper feljutott volna a csúcsra, ezért később, ugyanabban az évben még egyszer megmászta, de egy másik útvonalon – az ecuadori David Beltránnal és Francisco Campañával együtt.

## Vízrajza
A Chimborazo gleccser Bolívar és Chimborazo tartományok vízforrása. Bolívar székhelye Guaranda (25 ezer lakos), amelynek 2005-ben sok gondja volt a vízellátással, valószínűleg a Chimborazo jégtakarójának gyors eltűnése miatt. Francia kutatók szerint az Andok gleccserei gyors ütemben olvadnak és a következő évtizedekben sok közülük el fog tűnni. Ezáltal Quito, Lima, La Paz és más városok, amelyeket gleccserfolyásokon alapítottak, komoly vízhiánnyal fognak szembenézni a közeljövőben.